# Alariaceae
Famille
Les Alariaceae sont une famille d’algues brunes de l’ordre des Laminariales.

## Étymologie
Le nom vient du genre type Alaria dérivé du latin ala, aile / alaris, « faisant partie des ailes », en référence à la forme de l'algue qui ressemble à une aile ou à une plume.

## Liste des genres
Selon AlgaeBase (23 août 2017) :
- Alaria Greville
- Eualaria Areschoug
- Lessoniopsis Reinke
- Orgyia Stackhouse
- Pleurophycus Setchell & Saunders ex J.Tilden
- Pterygophora Ruprecht
- Undaria  Suringar
- Undariella Y.P.Petrov & O.G.Kusakin

Selon ITIS (23 août 2017) :
- Alaria Grev.
- Egregia
- Eisenia
- Pterygophora

Selon World Register of Marine Species (23 août 2017) :
- Alaria Greville, 1830
- Aureophycus H.Kawai, T.Hanyuda, Lindeberg & S.C.Lindstrom, 2008
- Druehlia C.E.Lane & G.W.Saunders, 2007
- Eualaria Areschoug, 1884
- Hirome K.Yendo, 1903
- Lessoniopsis Reinke, 1903
- Pleurophycus Setchell & Saunders ex J.Tilden, 1900
- Pterygophora Ruprecht, 1852
- Undaria Suringar, 1873
- Undariella Y.P.Petrov & O.G.Kusakin, 1997
- Undariopsis K.Miyabe & K.Okamura, 1902